# Новый Энхэлук
Но́вый Энхэлу́к (бур. Шэнэ Ёнхолог) — посёлок в Кабанском районе Бурятии. Входит в сельское поселение «Сухинское».

## География
Расположен на северо-востоке района, на берегу озера Байкал, в природоохранной зоне Энхэлукского заказника и в рекреационной местности «Энхэлук», в 2 км к северо-западу от региональной автодороги 03К-020 Шергино — Заречье.

## Население
| 2002 | 2010 |
| ---- | ---- |
| 124  | ↗172 |

## Экономика
Туризм.